# SN 2009as
SN 2009as – supernowa typu Ia odkryta 8 marca 2009 roku w galaktyce E447-G37. W momencie odkrycia miała maksymalną jasność 16,70m.